# イレブン・ミニッツ
『イレブン・ミニッツ』（原題: 11 Minut, 英題: 11 Minutes）は、2015年のポーランド・アイルランド合作のスリラー映画である。監督と脚本をイエジー・スコリモフスキが手がけている。ワルシャワを舞台に、17時から17時11分までの11分間に起こる出来事が複数の視点から描かれる。第72回ヴェネツィア国際映画祭のコンペティション部門の上映作品に選出された。

## あらすじ
時計塔が午後5時の鐘を鳴らす。目を覚ました夫のヘルマン（ヴォイチェフ・メツファルドフスキ）は、妻である女優のアニャ（パウリナ・ハプコ）の姿が見当たらないことに気づく。ヘルマンは急いでホテルに向かう。同じ頃、ホテルに着いたアニャは、映画監督のリチャード（リチャード・ドーマー）が滞在する1111号室を訪れていた。リチャードは、役を与える見返りに肉体関係を求めるような言動で、アニャを困惑させる。
ホットドッグ屋の主人（アンジェイ・ヒラ）が路上で5人の修道女にホットドッグを売っていると、彼のもとに歩み寄ってきた少女が「もう出所したの?」と言い、彼の顔に向かって唾を吐いて、その場をあとにする。犬を連れた女（イフィ・ウデ）が、公園で元ボーイフレンド（マテウシュ・コシチュキェヴィチ）と別れたのち、ホットドッグを買いに来る。ホットドッグ屋の主人は「明日、息子が結婚する」と話す。その日の最後のホットドッグを売った主人は、店じまいをして、屋台をホテル前に移動させる。
バイク便の男（ダヴィド・オグロドニク）は、配達先で人妻との逢瀬を楽しんだのち、次の配達先である高層ビルに向かう。ドラッグの摂取によって高層ビルのエレヴェーター内で錯乱状態に陥りながらも配達を終えた男は、父親であるホットドッグ屋の主人とホテル前で会う。ホットドッグの屋台をバイクの後部につなぎ、父親とバイクに乗った男は、エンジンをかけようとする。
登山家の女（アガタ・ブゼク）と登山家の男（ピョトル・グウォヴァツキ）は、ホテルの部屋でポルノ・ヴィデオを見ている。1羽の鳩が部屋に飛び込んできて、鏡にぶつかる。男は鳩をつかまえて、部屋の外へ逃がす。休憩時間が終わったという男は、窓の外のリフトに乗り移る。女は部屋を出て、バス停へ向かう。男はガス・バーナーに火をつけて、作業に取りかかる。
画家（ヤン・ノヴィツキ）が川原で風景画を描いている。映画の撮影で1人の男が橋から川に飛び込んだ瞬間、風景画の右上に黒い絵の具が滴り落ちる。画家は帰り支度をしてバスに乗る。少年（ウカシュ・シコラ）は質屋へ押し入るが、質屋の主人はトイレで首を吊っていた。少年は何も盗まずに質屋を立ち去り、画家と同じバスに乗る。バスはホテル近くのバス停に着き、登山家の女と5人の修道女を乗せる。
アパートメントを訪れた医者（アンナ・マリア・ブチェク）は、暴れて抵抗する男と家財道具が積まれた階段に難儀しつつ、ほかの救命隊員たちとともに部屋へ入る。医者たちは、産気づいた女（グラジナ・ブウェンツカ＝コルスカ）と瀕死の男（ヤヌシュ・ハビョル）を部屋から運び出し、救急車に乗せる。
気分が悪くなったアニャは1111号室のバルコニーで昏倒する。心配したリチャードはアニャを介抱しようとする。ヘルマンは、廊下に設置してあった消火器で1111号室の扉を壊し、部屋へ入る。リチャードに抱きかかえられたアニャの姿を見て怒ったヘルマンは、リチャードに向かって走り寄るが、床にぶちまけられた消火剤で足をすべらせて、リチャードとアニャに勢い良くぶつかってしまう。リチャードとアニャの体はバルコニーの柵を突き破り、虚空に投げ出される。ヘルマンは、かろうじてアニャの手をつかむ。
落下したリチャードは、リフトで作業していた登山家の男にぶつかる。リフトから落ちた作業道具が救急車のフロントガラスに当たり、救急車の前面を燃え上がらせる。コントロールを失った救急車はバスと接触し、バスを横転させる。ホットドッグの屋台を牽引していたバイクは、横転した救急車の下敷きとなる。その上にリチャードと登山家の男が落下してくる。屋台に積まれていたガスボンベに引火し、爆発が起きる。部屋に入ってきた2人の警備員がヘルマンを取り押さえる。ヘルマンの手からアニャの手が抜け落ちて、ヘルマンが絶叫する中、アニャが落下していく。
事故現場一帯が黒い煙に覆われる。その様子を捉えた監視カメラの映像は、無数にある監視カメラの映像を映すマルチ・スクリーンの一部として、画面の右上に黒い点をかたちづくるのであった。

## キャスト
- リチャード・ドーマー - 映画監督
- ヴォイチェフ・メツファルドフスキ（ポーランド語版） - 夫
- パウリナ・ハプコ（ポーランド語版） - 妻
- アンジェイ・キラ（英語版） - ホットドッグ屋の主人
- ダヴィド・オグロドニク（英語版） - バイク便の男
- アガタ・ブゼク - 登山家
- ピョトル・グウォヴァツキ（英語版） - 登山家
- アンナ・マリア・ブチェク（ポーランド語版） - 医者
- ヤン・ノヴィツキ（英語版） - 画家
- ウカシュ・シコラ - 少年
- イフィ・ウデ（英語版） - 犬を連れた女
- マテウシュ・コシチュキェヴィチ（英語版） - 元ボーイフレンド
- グラジナ・ブウェンツカ＝コルスカ（英語版） - 産気づいた女
- ヤヌシュ・ハビョル（ポーランド語版） - 瀕死の男

## 製作
『エッセンシャル・キリング』（2010年）の撮影を終えたイエジー・スコリモフスキは、しばらくの間、絵画を描いて過ごしていた。しかし、彼にとって最も身近であった2人の人物が死去したことにより、その作業は中断せざるを得なくなった。以後、「とても陰鬱な考えに取り憑かれて、暗い内容の夢ばかりを見るようになって」しまったが、ある悪夢から着想を得たスコリモフスキは、その悪夢の場面が結末となるように物語を組み立てていった。「ひとつのカタストロフィに向かって緊張が高まって行く、そんな物語を作りたいと思った」という。脚本は1日4ページずつ執筆し、20日間で80ページが書き上げられた。
本作の主な撮影はワルシャワで行われた。事故が起こる場面の撮影地には、「古さと新しさ、秩序と混沌、美しさと醜さが、最も不調和な対照をなしている」という理由により、グジボフスキ広場が選ばれた。そのほか、ダブリンのスタジオで1週間、クラクフ近郊のアルヴェルニア・スタジオで1週間、撮影された。40日間で全ての撮影を終えた。

## 上映
2015年9月9日、第72回ヴェネツィア国際映画祭にて上映された。ポーランドでは10月23日に公開され、アイルランドでは12月4日に公開された。

## 評価
Metacriticでは、12件の批評家レヴューで平均値は51点だった。Rotten Tomatoesでは、15件の批評家レヴューで平均値は5.6点、支持率は67%だった。
第88回アカデミー賞の外国語映画賞にポーランド作品として出品されたが、本選にはノミネートされなかった。
第90回キネマ旬報ベスト・テンの外国映画ベスト・テンでは、第8位となった。